# De Vroem-Vroem-Club
De Vroem-Vroem-Club is het vijfde stripverhaal uit de hommage-reeks van Suske en Wiske. Het is getekend en geschreven door Gerben Valkema. Het album kwam uit in 2021. Het grijpt terug op De tuf-tuf-club, een verhaal uit 1951 dat nog van Willy Vandersteen was, de oorspronkelijke auteur van de Suske en Wiske-reeks.
Het verhaal kende een voorpublicatie in De Telegraaf, van zaterdag 25 januari 2020 tot 11 mei 2020, waarna het op 20 mei 2020 als album werd uitgebracht door De Standaard Uitgeverij.

## Personages
- Suske, Wiske, Lambik met Bikbellum, Jerom, tante Sidonia, professor Barabas, Krollebol, Kovertol, Grip (witte raaf van Kovertol), baron Byron van Stiffrijcke, Alice van Stiffrijcke, personeel snackbar, personeel speelgoedwinkel, Marloes Mazzelaar (buurvrouw tante Sidonia), politieagenten, Klaas-Jacob en zijn moeder, Jeeves (butler van Byron), Frank Sinitro en andere ontvoerders van Alice

## Uitvindingen
- Teletijdmachine

## Locaties
- België, Brussel, Texas, huis van tante Sidonia, huis en laboratorium van professor Barabas, kasteel van Siefrijke, The Happy Hotdog (cafetaria in Texas), cafetaria in België, speelgoedwinkel, afgelegen huis in Texas, Amerikaanse ambassadde, politiebureau, vliegveld met radartoren, villa van Byron van Stiffrijcke, Weavaproblheim, Kommersbonten[1]

## Synopsis

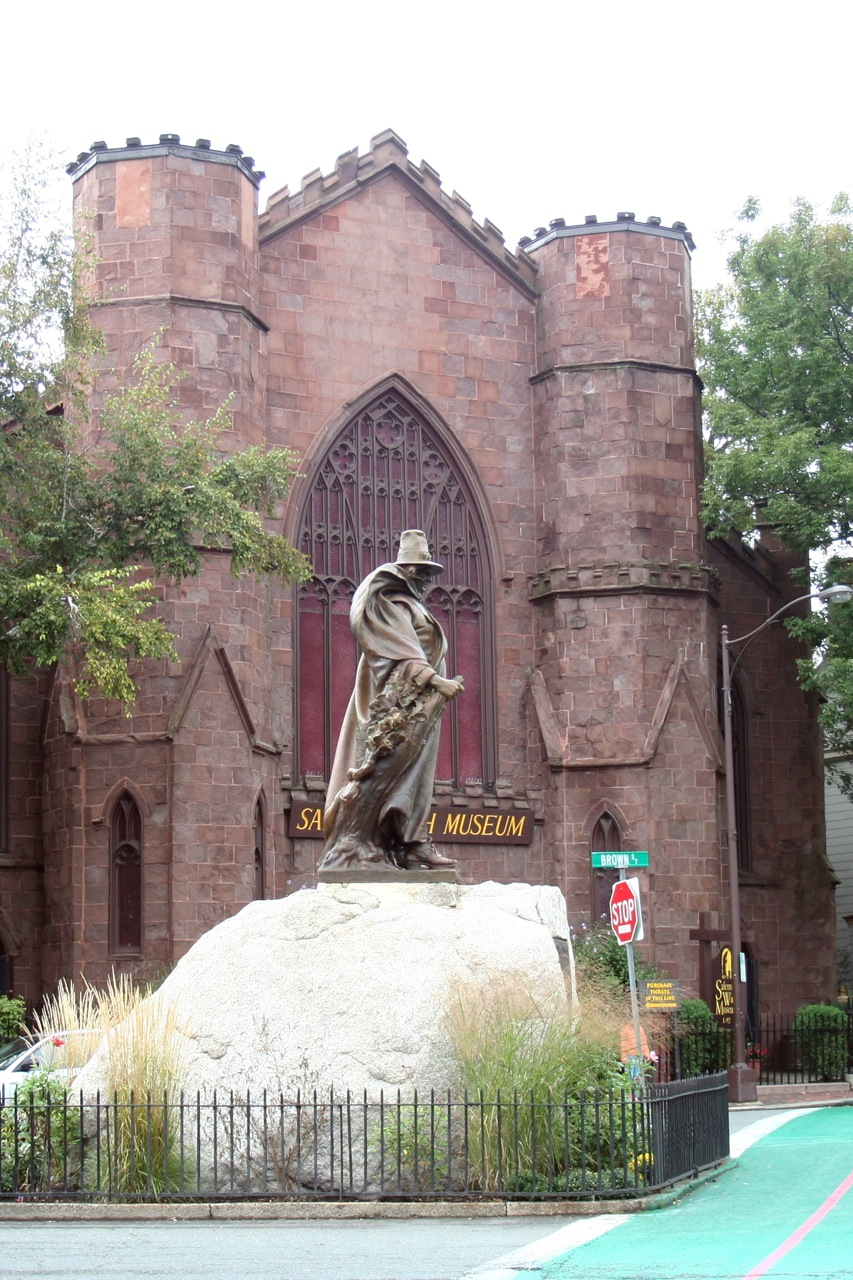
Salem Witch Museum

Als Wiske eieren gaat kopen, omdat Jerom een omelet wil, wordt er een magisch ei in haar mandje gelegd door een witte raaf. Als tante Sidonia het ei breekt om de omelet te bakken, komt ze in Texas terecht. Haar plek in de keuken is ingenomen door een meisje dat ontvoerd was; Alice van Stiffrijcke. Krollebol komt met de witte raaf bij het huis van tante Sidonia. Ze vertelt een nakomeling te zijn van Kovertol en wilde een proefschrift schrijven. Hiervoor toverde ze Kovertol naar het heden, maar de heks ontsnapte nadat ze de beeltenis van het kasteel van Stiffrijcke op tv zag. Baron van Stiffrijcke heeft het familieslot uit Kommersbonten gekocht en laten herbouwen in Texas. Baron van Stiffrijcke is eigenaar van het GoodGum imperium, hij is enorm rijk en het ontvoerde meisje is zijn kleindochter. Krollebol wilde het meisje redden, maar per ongeluk is tante Sidonia dus naar Texas verplaatst door de magie van het ei.
Alice belt haar grootvader, maar aangezien hij bezig is met een nieuws soort rubber geeft hij het ontvoerde meisje geen aandacht. De vrienden gaan dan met het meisje naar de Amerikaanse ambassade, maar ze wordt niet geholpen omdat ze haar paspoort niet bij zich heeft. De politie gelooft het verhaal over de magische verplaatsing niet en Alice moet dus overnachten bij Suske en Wiske. Aangezien ze erg verwend is, botst het al snel en Wiske wil haar zo snel mogelijk het huis uit krijgen. Een buurvrouw van tante Sidonia heeft tickets gewonnen om naar Texas te reizen. In ruil voor de diensten van Lambik en Jerom geeft ze de tickets om Alice naar huis te laten gaan. Er moet een volwassene mee en Krollebol biedt aan om mee te reizen, ze wil het Salem Witch Museum graag bezoeken.
Tante Sidonia kan aan de ontvoerders ontsnappen, ze heeft geen geld en komt als afwasser te werken in een cafetaria in Texas. Ook zij ziet reclame van GoodGum kauwgom en ze herkent het familieslot, want ook zij is een Van Stiefrijke. Inmiddels heeft Suske bedacht dat professor Barabas hen met de teletijdmachine naar Texas kan flitsen, zodat ze hun tante kunnen terughalen. Wiske is verbaasd en vraagt zich af waarom hij hier niet eerder aan heeft gedacht, want zo hadden ze Alice ook naar huis kunnen brengen. Suske wilde ook zo snel mogelijk van het verwende nest af zijn en Wiske is trots. Dan blijkt Bikbellum bij Suske in de zak te zijn gekropen, hij had geen zin in de huishoudelijke klusjes bij Marloes. Lambik heeft toch geen hersenen nodig, hij moet gewoon haar opdrachten uitvoeren terwijl hij daar is.
De witte raaf heeft last van het lawaai van de andere dieren in het laadruim en hij bedwelmt hen met een magisch ei. Helaas zijn ook alle mensen, inclusief de piloot, geraakt. Met een ander magisch ei kan de raaf voorkomen dat het vliegtuig in zee stort, maar het verdwijnt dan in het niets. De vlucht vanuit Zwaventem verdwijnt van de radar. Het komt als miniatuur op een zolderkamer terecht bij een verzamelaar. Professor Barabas flitst Suske, Wiske en Bikbellum naar het kasteel van Stiefrijke in Texas. Inmiddels is Sidonia bij de villa van haar verre familielid aangekomen en toevallig heeft hij een chauffeur nodig. Sidonia biedt aan te rijden en komt erachter dat de straten onveilig zijn door de Ghost Drivers. Sidonia herkent het afgelegen huis waaruit ze kon ontsnappen, Byron blijkt losgeld naar de ontvoerders van Alice te brengen. Zij willen echter geen geld, maar de formule van GoodGum.
Op de terugweg komen Sidonia en Byron toevallig Suske en Wiske tegen. Het wordt duidelijk dat Kovertol alle Stiffrijckes heeft betoverd. Overdag zitten ze hun geld te tellen en 's nachts maken ze de wegen onveilig. Alleen Alice (die nog geen rijbewijs heeft) en haar opa (die niet zelf in een auto wil rijden) ontkwamen aan de vervloeking. Er wordt een plan bedacht; Byron maakt een goedje wat enorm plakt en kan hiermee de ontvoerders vastplakken aan de muur. De mini miss pride heeft kandidates van 8 tot 10 jaar oud en de Ghost Drivers willen dit evenement verstoren. Kovertol wil zo de Stiffrijckes achter tralies krijgen, niemand zal hen dit ooit vergeven. Suske en Wiske horen dit plan en ze kunnen de weg in Weaveproblheim met plakmiddel insmeren, zodat de auto's de kinderen niet kunnen raken.
Kovertol scheurt dan met haar eigen magische wagen op de meisjes af, maar zij blijken allemaal zwaar bewapend te zijn en ook dit mislukt. Kovertol heeft genoeg van dit tijdperk en verdwijnt, waarna de vloek opgeheven wordt. De Stiffrijckes worden weer normaal en het vliegtuig krijgt weer zijn normale grootte, het steekt vanuit de zolderkamer het huis uit bij Klaas-Jacob en zijn moeder. De Stiffrijckes zullen zich twee maanden terugtrekken op Santa Pesetas op de Barracuda eilanden, zodat de mensen hun streken kunnen vergeten. Alice haalt haar opa over om het kasteel aan tante Sidonia te geven, omdat ze haar heeft gered. Krollebol wordt verliefd op Grip, hij werd lang geleden door Kovertol betoverd en veranderde in een raaf. Nu heeft hij zijn menselijke uiterlijk terug.
Het kasteel werd weer afgebroken en opnieuw in Kommersbonten opgebouwd, maar dit werd een ramp doordat de Vlaamse en Waalse werknemers niet wilden samenwerken. Het lijkt totaal niet meer op het kasteel. Tante Sidonia maakt er een pretpark van voor minderbedeelden. Lambik en Jerom ontkomen aan de onophoudelijke lijst klusjes van Marloes en Wiske maakt eten voor hen. Tante Sidonia heeft middelen voor haar haar gekregen van Byron waarmee ze haar kapsel jarenlang kan onderhouden en Bikbellum schrikt. Lambik blijkt opeens erg gespierd door alle klusjes, maar gelukkig blijkt zijn hersenpan nog net zo leeg als voorheen en Bikbellum kruipt daar weer in.